# François Leleux
François Leleux [fʀɑ̃ˈswa ləˈlø] (* Juli 1971 in Croix) ist ein französischer Oboist, Dirigent und Professor.

## Biografie
Leleux begann das Oboespiel im Alter von sechs Jahren bei Daniel Pieru am Konservatorium von Roubaix. Bereits mit 14 Jahren wechselte er zum Pariser Konservatorium (CNSMDP), wo er einstimmig die ersten Preise der Kategorien Oboespiel und Kammermusik in den Klassen von Pierre Pierlot und Maurice Bourgue errang.
François Leleux ist Preisträger zahlreicher internationaler Wettbewerbe, darunter denen von München, Prag, Triest, Manchester und Toulon, sowie Träger des Prix Européen Juventus.
Außerhalb seiner internationalen Karriere als Solist nimmt Leleux auch am orchestralen Leben teil. Er war Mitglied im Orchestre National de France sowie im Jugendorchester der Europäischen Gemeinschaft unter der Leitung von Claudio Abbado. Mit 18 Jahren wurde François Leleux erster Solo-Oboist der Pariser Bastille-Oper. Vier Jahre später wechselte er als Solooboist in das Symphonieorchester des Bayerischen Rundfunks, derzeit ist er Professor an der Hochschule für Musik und Theater München. Darüber hinaus war er seit 2003 Mitglied des Chamber Orchestra of Europe.
Leleux misst der Kammermusik große Bedeutung zu, er ist Mitglied des Holzbläseroktetts der Pariser Bastille-Oper, das nur einen Monat nach seiner Gründung den ersten internationalen Preis der Stadt Paris errang. Im Rahmen des Ensembles Les Vents Français hat er zahlreiche internationale Konzert-Tourneen absolviert.
François Leleux ist mit der Violinistin Lisa Batiashvili verheiratet und hat eine Tochter und einen Sohn.

## Diskografie
- Récital Poulenc / Britten, Harmonia Mundi HMN 911556
- Johann Sebastian Bach: Konzert für Violine, Oboe, Streicher und Basso continuo in c-Moll, BWV 1060, mit Viktoria Mullova, Violine, Philips 4466752
- Georg Philipp Telemann: 12 Fantasien für Solo-Oboe, Syrius
- Johann Sebastian Bach: Konzert für Oboe, Streicher und Basso continuo in F-Dur, BWV 1053 (rekonstruiert) / Konzert für Oboe, Streicher und Basso continuo in d-Moll, BWV 1059 (rekonstruiert) / Konzert für Oboe, Violine, Streicher und Basso continuo in c-Moll, BWV 1060, mit Lisa Batiashvili, Violine, und dem Chamber Orchestra of Europe (Oboe und Dirigent). Sony Classical 8-8697112742-3